# College Place
College Place é uma cidade localizada no estado norte-americano de Washington, no Condado de Walla Walla.

## Demografia
Segundo o censo norte-americano de 2000, a sua população era de 7818 habitantes.
Em 2006, foi estimada uma população de 8980, um aumento de 1162 (14.9%).

## Geografia
De acordo com o United States Census Bureau tem uma área de
6,3 km², dos quais 6,3 km² cobertos por terra e 0,0 km² cobertos por água. College Place localiza-se a aproximadamente 201 m acima do nível do mar.

## Localidades na vizinhança
O diagrama seguinte representa as localidades num raio de 24 km ao redor de College Place.